# Maḥmūse
El maḥmūse (en árabe: محموسة‎) es un plato vegano típico de la gastronomía de Siria, que consiste en verduras pochadas (cocinadas a fuego lento) en aceite de oliva y bañadas con un caldo de tomate. La receta deriva del sofrito que es una técnica que se da en toda la cultura alimentaria mediterránea.
Los ingredientes que componen el maḥmūse pueden variar enormemente según las verduras disponibles en cada hogar. Uno típico es el maḥmūse de calabacín (محموسة الكوسا‎, maḥmūse kūsā) o el maḥmūse de berenjena (محموسة الباذنجان‎, maḥmūse bāḏanŷān). Aunque en principio es una receta vegana, la receta puede incluir carne en forma de shish o picada, acompañada de papa cocida en dados, lo que la vuelve similar a un picadillo.
El término maḥmūse es el adjetivo participio pasado del verbo en árabe: حمّص‎, romanizado: ḥammaṣa, que significa «asar», es decir ‘asado’, y según el país árabe puede hacer referencia a distintos platos.